# Делорейн (Тасмания)
Делорейн (англ. Deloraine) — небольшой город (англ. town) на севере Тасмании (Австралия).

## География
Делорейн расположен на севере Тасмании, недалеко от подножия горной гряды Грейт-Уэстерн-Тирс. Через город протекает река Меандер — левый приток реки Саут-Эск. Делорейн находится на примерно одинаковом расстоянии (около 50 км) от Лонсестона и Девонпорта.

## История
Район, где ныне находится Делорейн, был исследован европейцами около 1823 года, и вскоре после этого там появились первые поселения. В 1828 году с использованием труда заключённых был построен первый мост через реку Меандер, а в 1831 году в районе нынешнего Делорейна был построен первый дом. В 1832 году топограф Томас Скотт (Thosmas Scott, 1800—1855) дал населённому пункту название «Делорейн», позаимствовав это имя из поэмы «Песнь последнего менестреля», автором которой был его родственник Вальтер Скотт.
В 1836 году в поселении открылся почтовый офис. Рост населения был медленным, но приток новых поселенцев значительно увеличился в 1850-х годах, когда правительство стало продавать земельные участки по цене в 1 фунт стерлингов за акр. В 1863 году Делорейн получил статус городской самоуправляемой территории (англ. municipality), а к 1872 году было завершено строительство железной дороги между Делорейном и Лонсестоном.
Начиная с 1981 года, в Делорейне ежегодно проводится Tasmanian Craft Fair — крупная ярмарка прикладных ремёсел.

## Население
Согласно переписи населения 2016 года, население Делорейна составляло 2432 человека, 45,8 % мужчин и 54,2 % женщин. Средний возраст жителей Делорейна составлял 48 лет.
| 1996 | 2001 | 2006 | 2011 | 2016 |
| ---- | ---- | ---- | ---- | ---- |
| 2168 | 2031 | 2243 | 2333 | 2432 |

## Транспорт
Вдоль северной оконечности города проходит автомобильная дорога  Басс-Хайвей (Bass Highway), идущая вдоль северного побережья Тасмании от Лонсестона к Девонпорту. На юг, в направлении озера Грейт-Лейк (и далее в сторону Хобарта), уходит автодорога  Хайленд-Лейкс-Роуд (Highland Lakes Road). С востока к Делорейну подходит автомобильная дорога  Меандер-Вэлли-Роуд (Meander Valley Road), а на запад уходит автодорога  Мол-Крик-Роуд (Mole Creek Road).
Ближайшие аэропорты — расположенные примерно в 50—55 км от центра города аэропорт Лонсестона и аэропорт Девонпорта.

## Климат
| Показатель                                | Янв. | Фев. | Март | Апр. | Май  | Июнь  | Июль  | Авг.  | Сен. | Окт. | Нояб. | Дек. | Год   |
| ----------------------------------------- | ---- | ---- | ---- | ---- | ---- | ----- | ----- | ----- | ---- | ---- | ----- | ---- | ----- |
| Средний суточный максимум, °C             | 21,3 | 22,5 | 19,6 | 16,5 | 13,2 | 10,9  | 10,4  | 11,4  | 13,3 | 15,5 | 17,7  | 20,1 | 16,0  |
| Средний суточный минимум, °C              | 7,7  | 8,7  | 6,3  | 4,5  | 2,7  | 1,0   | 0,9   | 1,2   | 3,1  | 4,4  | 5,4   | 7,2  | 4,4   |
| Норма осадков, мм                         | 49,8 | 45,4 | 50,9 | 72,4 | 86,4 | 101,3 | 119,2 | 115,1 | 91,9 | 81,3 | 65,0  | 63,5 | 942,4 |
| Источник: Австралийское бюро метеорологии |      |      |      |      |      |       |       |       |      |      |       |      |       |

## Фотогалерея
|  |  |  |